# Oldenlandia ovatifolia
Oldenlandia ovatifolia är en måreväxtart som först beskrevs av Antonio José Cavanilles, och fick sitt nu gällande namn av Dc.. Oldenlandia ovatifolia ingår i släktet Oldenlandia och familjen måreväxter. Inga underarter finns listade i Catalogue of Life.